# Lakeesha Eijken
Lakeesha Eijken (7 juli 2001) is een voetbalspeelster uit Nederland. Ze speelt als aanvaller voor Fortuna Sittard.

## Clubcarrière
Lakeesha Eijken begon haar carrière in de jeugd bij AFC Ajax. In 2020 ging ze naar België om voor Club Brugge te gaan spelen. In 2022 stapte ze over naar competitiegenoot Standard Luik.
In 2023 keerde Eijken terug in Nederland om voor ADO Den Haag te gaan spelen. Op 30 september 2023 maakte Eijken haar debuut voor ADO Den Haag door in te vallen in een met 1-2 verloren thuisduel tegen PEC Zwolle.
In de zomer van 2024 verliet Eijken ADO Den Haag en stapte ze over naar competitiegenoot Fortuna Sittard.

## Statistieken
| Seizoen | Club            | Land      | Competitie         | Wedstrijden | Doelpunten |
| ------- | --------------- | --------- | ------------------ | ----------- | ---------- |
| 2020-22 | Club Brugge     | België    | Super League       | 4           | 4          |
| 2022/23 | Standard Luik   | België    | Super League       | 1           | 1          |
| 2023/24 | ADO Den Haag    | Nederland | Vrouwen Eredivisie | 12          | 0          |
| 2024/25 | Fortuna Sittard | Nederland | Vrouwen Eredivisie | 0           | 0          |
| Totaal  | Totaal          | Totaal    | Totaal             | 17          | 5          |

Laatste update: 31 juli 2024

## Interlandcarrière
Lakeesha Eijken is jeugdinternational geweest van Nederland onder 17. In 2022 kwam ze eenmalig uit voor Nederland onder 23.
1 Dinkla ·
2 Van Koot ·
3 Stoop ·
5 Hilhorst ·
6 Mulder ·
7 Lindfors ·
8 Van Heeswijk ·
9 Prins ·
10 Eijken ·
11 Dekker ·
14 Vijfhuizen ·
15 Van Walsem ·
17 Pietersma ·
18 Van Berlo ·
19 Peereboom ·
20 Rooijendijk ·
21 Arons ·
22 Thijs ·
23 Stauffenberg ·
24 Van Wershoven ·
26 Kopp ·
27 Baccarne ·
Coach: Van Lieshout